# Otto Vaupell
Otto Frederik Vaupell (født 12. december 1823 i Kolding, død 10. april 1899 i København) var en dansk officer og militærhistoriker, bror til Christian Vaupell.

## Berømmelse under Treårskrigen
Han var søn af oberstløjtnant Johann Wilhelm Ludwig Vaupell (1783-1856) og Margrethe Dorothea Karberg (1788-1860). Otto Vaupell blev kadet 1837, forlod otte år senere Landkadetakademiet som sekondløjtnant med aldersorden fra 1843, blev ansat ved 3. Bataljon, men rykkede 1848 i felten med 1. Bataljon. Ved Bov vakte han brigadekommandøren, oberst Frederik Bülows opmærksomhed ved sit mod og sin evne til at rive folkene med; ved Slesvig og Nybøl udmærkede han sig ligeledes; han blev derfor draget frem og i et usædvanligt lynavancement udnævnt til premierløjtnant med forbigåelse af 50 formænd. Han deltog nu som forpostadjudant i resten af felttoget; Hærens stabschef, oberstløjtnant Frederik Læssøe, lagde mærke til den raske og ufortrødne unge officer og fik ham forsat til overkommandoen. Vaupell blev derefter Læssøes ledsager på rekognosceringer og rideture. Generalstabsofficer blev Vaupell aldrig, men som «Galopin» var han uforlignelig; han opsøgte faren, hvor den fandtes, og i 1849 var han forrest ved enhver Lejlighed, hvor det gik varmt til. Med ikke mindre bravour deltog han i Treårskrigens sidste felttog: 1849 deltog han med udmærkelse i slaget ved Kolding, ved Fredericia 6. juli fik han hesten skudt under sig og deltog til fods i stormen på Treldeskansen. Ved Isted fulgte han F.A. Schleppegrell som adjudant, blev såret og fanget ved Øvre Stolk, men blev snart befriet og bidrog meget til, at divisionen efter generalens fald atter blev samlet. Vaupells tapre og dygtige færd blev påskønnet; han blev fremhævet i rapporten og sprang ved forfremmelsen til kaptajn forbi 100 formænd. Hans navn var på alles læber, i manges øjne var han den ideelle feltsoldat, og krigsminister C.F. Hansen fremhævede ham i Rigsdagen. Skønt Vaupell ikke var højskoleofficer indstillede Christian de Meza ham til indtræden i Generalstaben. 1850 blev han Ridder af Dannebrog.

## Senere karriere
En glimrende bane syntes at stå ham åben; men han havde kulmineret, og resten af hans militære karriere blev ikke bemærkelsesværdig. 1852 blev han kaptajn af 2. klasse, 1859 kaptajn af 1. klasse. 1857 var han medtiltalt i en vidtløftig krigsretssag og blev tillige med et antal løjtnanter straffet og forsat til anden garnison.
I perioden mellem de slesvigske krige vakte hans formløse optræden og hans dristige, ofte ubeføjede kritik misstemning imod ham, og i felttoget 1864, hvori han deltog, først som kompagnichef ved 6., senere som bataljonskommandør ved 10. Regiment, viste han vel sit vante, smittende mod, men lagde ikke fremragende førerevne for dagen. I 1867 blev han oberst og chef for 5. Bataljon, som han 1877 ombyttede med 23.; 1880 blev han sat til rådighed og seks år senere pensioneret. 1864 havde han fået Sølvkorset og blev 1881 Kommandør af 2. grad. Ved sin pensionering fik han Kommandørkorset af 1. grad.

## Vaupell som militærhistorisk forfatter
Ligesom det var Treårskrigen, der skabte Vaupell et navn som soldat, således var det også denne, der gav ham ry som forfatter. Han var gennemtrængt af ånden fra hin berømmelige tid, og det var hans kæreste beskæftigelse at fremkalde minderne derfra for sig selv og andre. Allerede i halvtredserne begyndte han på opfordring fra Den danske historiske Forening at udarbejde en samlet fremstilling af krigen, og 1863-67 udkom Kampen for Sønderjylland 1848-50 I-III. Vaupell har villet skrive Treårskrigens historie, men han har skrevet dens saga; som sådan er bogen imidlertid ypperlig. Begivenhederne er skildrede med kraft, ofte med dramatisk liv, de optrædende personer er fremstillede med plastisk sans; men et kildeskrift er bogen ikke. Vaupell har ikke formået at sigte sit rige og brogede stof, han var for urolig, for lidt grundig, for subjektiv til at blive en virkelig historiker. Endnu stærkere trådte hans mangler frem i hans næste store Værk: Den danske Hærs Historie til Nutiden og den norske Hærs Historie til 1814 I-II (1872-76). Det var et længe følt savn, Vaupell havde påtaget sig at afhjælpe, men han nåede ikke sit mål. Bogen er så fuld af unøjagtigheder, fejl og misforståelser, at den i videnskabelig Henseende har gjort mere Skade end gavn. Vaupells øvrige bidrag til militærlitteraturen er uden større videnskabelig betydning, og det samme gælder hans omfangsrige arbejder vedrørende Danmarks almindelige historie: Rigskansler Greve Griffenfeld I-II (1880-82) og Dronning Margrethe (1897).

## Forsvarspolitisk aktiv
Hverken som officer eller som historiker nåede Vaupell frem i forreste række, men både som soldat og som skribent var han stor i det små. Blandt hans talløse småskildringer af Treårskrigens personer og begivenheder findes mange små mesterværker, og det skønt de egentlig er tendensskrifter; thi efter Vaupells opfattelse var det historikerens hovedopgave at vække kærlighed til fædrelandet. Selv var han gennemtrængt af denne følelse og virkede til sin sidste stund utrættelig for at vække interessen for landets forsvar. Han deltog i arbejdet for skytteforeningernes oprettelse og var formand, først for Odense Amts, senere for Københavns Skytteforening; han kastede sig ildfuldt ind i 1880'ernes forsvarsbevægelse og kæmpede både med ord og pen for denne for ham så dyrebare sag; i Vort Forsvar skrev han over 150 artikler og bidrog meget til hos en del af befolkningen at oparbejde en Stemning for Københavns Befæstning. Vaupell forstod at tale til de brede lag og nød en ikke ringe popularitet denne var dog ikke stærk nok til at skaffe ham ind i Folketinget. Ikke færre end frem gange bejlede han forgæves til vælgernes gunst, sidste gang 1887 som oppositionskandidat. Skønt Vaupell ikke vandt den påskønnelse, han mente at have krav på, vedblev han ufortrødent at arbejde til det sidste. Han døde i København 10. april 1899.

## Ægteskab
Otto Vaupell blev gift 26. august 1851 i Slesvig med Ida Marie Dorthea Magdalene Jungclaussen (18. november 1829 i Glückstadt – 15. september 1908 i København), datter af rektor ved den lærde skole i Glückstadt, senere ved domkirken i Slesvig, professor, etatsråd Jacob Philipp Albrecht Jungclaussen (1788-1860, gift 1. gang 1844 med Maria Antoinette Gerdes, 1798-1885) og Dorothea Elisabeth Bay (1793-1839).
Han er begravet på Garnisons Kirkegård.
Vaupell er gengivet i en tegning af Niels Simonsen fra 1850 og afbildet på en tegning af fægtning ved Øvre Stolk af samme fra samme år (Det Nationalhistoriske Museum på Frederiksborg Slot). Xylografi 1888. Tegning af rytter med hovedet i fotografi reproduceret som rytterportræt. Relief af Rasmus Andersen på monument 1900 (ved Koldinghus). Fotografier af Peter Most og andre. Der findes en mindetavle på fødehuset.